# Fındıklı
Fındıklı (lazsky a gruzínsky  ვიწე, Vic'e) je město, obec a okres provincie Rize na pobřeží Černého moře na severovýchodě Turecka. V roce 2019 měla obec Fındıklı 10 813 obyvatel a celý stejnojmenný okres 16 678 obyvatel.

## Etymologie
Město bylo známo pod názvem Vitse (Vic'e, Vitsa),, což podle některých výkladů znamená větvička či větev v lazštině. V rámci politiky turkifikace místopisných názvů bylo přejmenováno na Fındıklı, což v turečtině znamená „místo lískových ořechů“, podle zde pěstovaných lísek, nicméně ty již byly vesměs nahrazeny pěstováním čajovníku.
Podle Özhana Öztürka pochází jméno města ze slova vis, které znamená „město“ v thráčtině a podobný základ je i v jiných indoevropských jazycích (vith ve staré Perštině, visa v Avestě, vesah v sánskrtu, gótské weihs, apod.) Özturk tvrdí, že původní název Istanbulu, Byzantion, město Vize v provincii Kırklareli (západní Thrákie), města Viçe, Visir, Aşağı Viçe, Arhavi (Arkeo + Vice, „staré město“), Visera, a Vizera v oblasti Pontu (kde se nachází i Fındıklı), města Bizirne a Bizeri v regionu Paflagonia, města Visa, Visani, Viziru, a Vizireni v Rumunsku a město Vis v Bulharsku mají stejný etymologický základ. Ve starověku bylo místo nazýváno řeckým názvem Pyksítês.

## Geografie

vývoj počtu obyvatel okresu od roku 2007

Populační pyramida okresu v roce 2019

Jako u mnoha dalších okresů na pobřeží Černého moře, i Fındıklı zahrnuje úzký pruh půdy na samém pobřeží, na který navazuje kopcovitá a posléze hornatá krajina Pontského pohoří (v jeho nejvyšší části, pohoří  Kaçkar Dağları).
Většina obyvatel okresu žije v samotném Fındıklı, a dále v údolích řek Çağlayan (Lazsky აბუ, Abu) a Arılı (ფიცხალა, Picxala). Podnebí je typické pro turecké pobřeží Černého moře, s četnými srážkami, ideální pro pěstování čajovníku, lískových ořechů a dalšího ovoce. Okres produkuje kolem 32 000 tun čaje a 750 tun lískových ořechů každý rok. Další produkce zahrnuje mléko, maso, vajíčka, med a ryby, nově je pěstováno také kiwi.
Většinu populace tvoří Lazové.

## Historie
Oblast byla postupně součástí starověké Kolchidy a Laziky, Římské říše, Gruzínského království a Trapezuntského císařství, v roce 1509 se stala součástí Osmanské říše a během první světové války byla krátce okupována Ruskem.

## Partnerská města
- Mccheta, Gruzie